# Wangan
Wangan – miasto w Australii, w stanie Queensland.